# Grădinile
Grădinile is een Roemeense gemeente in het district Olt.

Meer in het centrale deel van Grădinile

Grădinile telt 1737 inwoners.